# Könnyű álmot hozzon az éj
A Könnyű álmot hozzon az éj egy ismert magyar popsláger. Zenéjét Várkonyi Mátyás, szövegét Miklós Tibor írta.
A dal először 1977-ben jelent meg a Generál előadásában kislemezen, valamint Zalatnay Sarolta és a Tinik előadásában a Színes trikó, kopott farmer c. albumon. Később több előadó feldolgozta. Legismertebb változatát a Horváth Charlie adta elő, 1994-ben.

## Felvételek
| Év   | Előadó                       | Kiadás                                         |
| ---- | ---------------------------- | ---------------------------------------------- |
| 1977 | Generál együttes             | A zenegép/Könnyű álmot hozzon az éj (kislemez) |
| 1977 | Zalatnay Sarolta és a Tinik  | Színes trikó, kopott farmer (nagylemez)        |
| 1977 | Generál együttes             | A zenegép (nagylemez)                          |
| 1994 | Horváth Charlie              | Charlie (nagylemez)                            |
| 2019 | L.L. Junior, Horváth Charlie | YouTube-videó                                  |